# Nadieżda Dubowicka
Nadieżda Dubowicka (ros. Надежда Дубовицкая; ur. 12 marca 1998 w Semeju) – kazachska lekkoatletka, skoczkini wzwyż. Medalistka mistrzostw Azji, medalistka igrzysk azjatyckich, uczestniczka igrzysk olimpijskich (2021, 2024).

## Przebieg kariery
W 2014 brała udział w kwalifikacjach do letnich igrzysk olimpijskich młodzieży, jednak nie przebrnęła przez nie. Dwa lata później zdobyła srebrny medal mistrzostw Azji Juniorów, a także wystąpiła w mistrzostwach świata juniorów rozgrywanych w Bydgoszczy, na których odpadła już w eliminacjach.
W 2018 została brązową medalistką halowych mistrzostw Azji oraz brązową medalistką igrzysk azjatyckich. W 2019 zaś wywalczyła tytuł wicemistrzyni Azji.
Uczestniczyła w letnich igrzyskach olimpijskich, na których swój występ zakończyła na eliminacjach, zajmując w swojej kolejce 14. pozycję z wynikiem 1,86 m.
Podczas swej kariery zdobyła trzy tytuły mistrzyni kraju (w 2019, 2021 i 2023) oraz pięć tytułów halowej mistrzyni kraju (w latach 2018–2023).

## Osiągnięcia
| Rok     | Zawody                      | Miasto      | Miejsce | Wynik |
| ------- | --------------------------- | ----------- | ------- | ----- |
| 2016    | Mistrzostwa Azji juniorów   | Ho Chi Minh | 2.      | 1,74  |
| 2016    | Mistrzostwa świata juniorów | Bydgoszcz   | 9. H    | 1,74  |
| 2017    | Mistrzostwa Azji            | Bhubaneswar | 6.      | 1,75  |
| 2018    | Halowe mistrzostwa Azji     | Teheran     | 3.      | 1,80  |
| 2018    | Igrzyska azjatyckie         | Dżakarta    | 3.      | 1,84  |
| 2019    | Mistrzostwa Azji            | Doha        | 2.      | 1,88  |
| 2019    | Uniwersjada                 | Neapol      | 6.      | 1,80  |
| 2021    | Letnie igrzyska olimpijskie | Tokio       | 28. H   | 1,86  |
| 2022    | Halowe mistrzostwa świata   | Belgrad     | 3.      | 1,98  |
| 2022    | Mistrzostwa świata          | Eugene      | 8.      | 1,96  |
| 2023    | Halowe mistrzostwa Azji     | Astana      | 1.      | 1,89  |
| 2023    | Uniwersjada                 | Chengdu     | 4.      | 1,84  |
| 2023    | Mistrzostwa świata          | Budapeszt   | 9.      | 1,90  |
| 2023    | Igrzyska azjatyckie         | Hangzhou    | 3.      | 1,86  |
| 2024    | Halowe mistrzostwa świata   | Glasgow     | 8.      | 1,88  |
| 2024    | Letnie igrzyska olimpijskie | Paryż       | 28. H   | 1,83  |
| Źródło: |                             |             |         |       |

## Rekordy życiowe
Rekord życiowy zawodniczki to 2,00 m ustanowiony 8 czerwca 2021 roku w trakcie zawodów w Ałmaty, będący również rekordem Azji. Halowy rekord zawodniczki to 1,98 m i został ustanowiony 19 marca 2022 w Belgradzie i jest aktualną współrekordzistką Azji.